# Joey Santiago
Pour les articles homonymes, voir Santiago (homonymie).
Joseph Alberto Santiago dit Joey Santiago, né le 11 juin 1965, est un musicien américain d'origine philippine, guitariste des groupes Pixies et The Martinis.
Joey Santiago est né à Manille aux Philippines et émigra à Yonkers, New York à l'âge de sept ans. Il passa la plupart de sa jeunesse au Massachusetts. Il fut inscrit à l'Université Amherst du Massachusetts où il rencontre Charles Thompson IV (qui sera plus tard connu sous les pseudonymes de Black Francis puis Frank Black), avec qui il lâche tout et forme le groupe de musique Pixies en 1986. Le groupe réalisera cinq albums sous le label 4AD avant de se séparer en 1993.
Joey Santiago fera quelques apparitions sur les albums solo de Frank Black, puis formera avec sa femme Linda Mallari son propre groupe : The Martinis.

## Biographie

### Jeunesse
Joey Santiago est né le 10 juin 1965 à Manille aux Philippines. Il est le troisième enfant d'une fratrie de six garçons d'un médecin anesthésiste-réanimateur. En 1972, le président Ferdinand Marcos déclare la Loi martiale et la famille Santiago émigre aux États-Unis. Après deux ans passés à Yonkers dans l'État de New York, la famille déménage à Longmeadow au Massachusetts où Joey étudie au Longmeadow High School puis est diplômé à l'académie Wilbraham & Monson en 1983. Il joue pour la première fois de la musique à l'âge de huit ans alors qu'il joue de l'orgue Hammond mais n'a pas jamais pris l'instrument au sérieux puisqu'il a dû le partager avec ses cinq frères. Joey joue pour la première fois la guitare à neuf ans après avoir remarqué une guitare classique accroché dans la chambre d'un de ses frères en tant que décoration. La première chanson qu'il apprend à jouer est Rock and Roll par The Velvet Underground.
Adolescent, Joey s'intéresse à l'informatique, appelant son premier ordinateur « Iggy » et le second « Pop » en hommage au chanteur de punk rock Iggy Pop. Il a participé à une compétition de cyclisme à travers les États-Unis à l'aide de charités, mais en complétant n'a pas récolté l'argent du sponsor. Après son dîplôme à l'école en 1983, il fait ses études à l'Université du Massachusetts à Amherst. Étudiant en sciences économiques, il rencontre Black Francis, étudiant en anthropologie et plus tard membre de Pixies, après l'avoir entendu jouer de la guitare avec son colocataire. Leur passion commune pour la musique fit qu'ils se lièrent rapidement d'amitié. Joey était un passionné du punk rock des années 1970 et de David Bowie, tandis que Francis appréciait plutôt des artistes des années 1960, tels les Beatles et Donovan. C'est donc Joey qui se chargea d'initier Francis au punk rock. Le duo enregistra quelques maquettes à deux guitares, sans objectif ou projet particulier.
En septembre 1985, Francis partit pour un an à Porto Rico, dans le cadre d'un échange universitaire. Il se retrouva dans un dortoir composé pour moitié de jeunes porto-ricains homosexuels très extravertis. Le mal du pays et sa difficulté à maîtriser l’espagnol firent qu’il rentra à Boston au bout de six mois, en mars 1986.

### Pixies
Alors que Francis revient de Porto Rico, il parvint à convaincre Joey d'abandonner les études et de monter un groupe de rock. Les deux compères passèrent alors leur temps à composer, tout en vivotant d'un travail de manutentionnaire sur les docks de la ville. En juin 1986, ils décidèrent de passer une petite annonce dans un journal local, le Boston Phoenix afin d’y recruter une bassiste sachant chanter en harmonie et aimant Peter, Paul and Mary et Hüsker Dü. Kim Deal fut la seule personne à répondre à l’annonce. Francis et Santiago surent dès le début que c'était elle qu'il leur fallait, en dépit du fait que Kim n’ait jamais touché de basse de sa vie. Après que Kelley Deal, sœur jumelle de Kim, refuse de rejoindre le groupe, David Lovering, une vieille connaissance du mari de Kim, rejoint le groupe en tant que batteur. Restait à trouver un nom à ce groupe fraîchement formé. Joey, qui avait souvent recours au dictionnaire (l’anglais n’étant pas sa langue maternelle) tomba par hasard sur ce drôle de mot qui désigne de petits elfes malicieux. Après avoir envisagé des noms tels que Pixies in panoply et Things on fire, le nom de Pixies fut définitivement adopté,. 
Les Pixies ont fait des répétitions tout au long en 1986 et jouent leur premier concert au Rathskeller de Boston en septembre 1986.

## Discographie

### Pixies
- 1987 : Come On Pilgrim
- 1988 : Surfer Rosa
- 1989 : Doolittle
- 1990 : Bossanova
- 1991 : Trompe le Monde
- 2014  : Indie Cindy
- 2016  : Head Carrier

### Avec Frank Black
- 1993 : Frank Black
- 1994 : Teenager of the Year
- 2001 : Dog in the Sand
- 2002 : Devil's Workshop
- 2003 : Show Me Your Tears
- 2004 : Frank Black Francis

### The Martinis
- 2004 : Smitten
- 2004 : The Smitten Sessions

### Autres apparitions
- Mangled (Steve Westfield, 1994)
- Stuff (Holly McNarland, 1997)
- It Came from the Barn (producteur) (Pajama Slave Dancers, 1997)
- Home Is Where My Feet Are (Holly McNarland, 2002)
- Statecraft (Charles Douglas, 2004)
- Weeds: Music from the Original Series (compose et performe Birthday Video and Fake Purse) (Weeds, 2005)
- In Pursuit Of Your Happiness (Mark Mulcahy, 2005)
- Song of Remembering (The Rentals, 2009)